# 舍夫琴卡 (亞基米夫卡區)
46°45′0″N 34°50′19″E / 46.75000°N 34.83861°E
舍夫琴卡（烏克蘭語：Шевченка）是位於烏克蘭東南部的村莊，由扎波羅熱州梅利托波爾區的亞基米夫卡市鎮負責管轄。該村面積0.52平方公里，海拔高度43米，2001年人口515，人口密度每平方公里998人。